# Instance permanente des Nations unies sur les questions autochtones
L'Instance permanente des Nations unies sur les questions autochtones (IPNUCA), en anglais United Nations Permanent Forum on Indigenous Issues (UNPFII), est un organe de l'Organisation des Nations unies, plus précisément de son Conseil économique et social. Comme son nom l'indique, cette instance est vouée à traiter des questions relatives aux peuples autochtones, et notamment à leurs droits et leur représentation.
Cette instance est officiellement créée le 28 juillet 2000.

## Histoire

### Prémices
Dès 1924, le chef Iroquois Deskaheh s’adresse à la Société des Nations pour faire entendre la voix des peuples autochtones au sein de cette instance ; mais cette intervention n'a pas de suite immédiate. Le droit des autochtones n'est à nouveau évoqué aux Nations unies qu'en 1957, avec la Convention 107 relative à la protection et à l’intégration des populations autochtones tribales et semi-tribales dans les pays indépendants.
Le rapporteur spécial de l'ONU José Martinez Cobo milite au début des années 1970 pour que les Nations unies agissent en faveur des populations autochtones. À son initiative, un groupe de travail est formé en 1982 afin de promouvoir des mesures internationales de promotion des droits des peuples autochtones ; un projet de déclaration des droits est formé. L'année 1993 est proclamée par l'ONU « Année internationale des peuples autochtones du monde » et un appel est lancé à créer une instance permanente de réflexion et de représentation.

### Création
L’Instance permanente est créée au sein du Conseil économique et social par la résolution 2000/22 du 28 juillet 2000.
La première session de l'instance se tient à New York en 2002. Puis, chaque année, l'instance se réunit, toujours dans la même ville, durant dix jours ouvrables,.

## Mandat
L'instance a pour mandat de discuter des questions autochtones relatives notamment au développement économique et social, à l'environnement, la culture, l'éducation, la santé et les droits de l'homme. Elle constitue un espace de partage d’expériences et de co-construction de solutions.
C'est elle qui est chargée, premièrement de fournir au Conseil économique et social des conseils et des recommandations sur les questions autochtones au Conseil ; deuxièmement, de sensibiliser et d'encourager l'intégration et la coordination des activités relatives aux questions autochtones au sein des Nations unies ; enfin, d'élaborer et de diffuser des informations sur ces questions.

## Composition
L’Instance permanente est composée de seize experts indépendants qui siègent à titre personnel pour un mandat de trois ans en tant que membres ; ces membres peuvent accomplir deux mandats au maximum. Huit de ces experts sont nommés par les gouvernements des pays membres, et les huit autres proposés par des organisations autochtones et choisis par le Conseil économique et social pour une représentation des sept régions socio-culturelles que ce même Conseil a définies. Le huitième membre est choisi parmi les trois régions d'Afrique, d'Asie ou d'Amérique latine et caraïbe.
| Région                                                                | Représentant autochtone                                            |
| --------------------------------------------------------------------- | ------------------------------------------------------------------ |
| Afrique                                                               | Hindou Oumarou Ibrahim                                             |
| Amérique du Sud, centrale et Caraïbes                                 | Darío José Mejia Montalvo                                          |
| Arctique                                                              | Anne Nuorgam                                                       |
| Amérique du Nord                                                      | Geoffrey Roth                                                      |
| Asie                                                                  | Phoolman Chaudhary                                                 |
| Fédération de Russie, Europe de l’Est, Asie Centrale et Transcaucasie | Alexis Tsykarev                                                    |
| Pacifique                                                             | Hannah McGlade (en)                                                |
| Membre supplémentaire                                                 | Simón Freddy Condo Riveros (Amérique du Sud, centrale et Caraïbes) |

| État     | Représentant                     |
| -------- | -------------------------------- |
| Burundi  | Vital Bambanze                   |
| Équateur | Lourdes Tibán Guala (es)         |
| Danemark | Tove Søvndahl Gant               |
| Mexique  | Irma Pineda Santiago             |
| Chine    | Zhan Xiaoan                      |
| Russie   | Grigory Evguenievich Lukiyantsev |
| Estonie  | Sven-Erik Soosaar                |
| Namibie  | Bornface Museke Mate             |

| Région                                                                | Représentant autochtone   |
| --------------------------------------------------------------------- | ------------------------- |
| Afrique                                                               | Hindou Oumarou Ibrahim    |
| Amérique du Sud, centrale et Caraïbes                                 | Darío José Mejia Montalvo |
| Arctique                                                              | Aluki Kotierk             |
| Amérique du Nord                                                      | Geoffrey Roth             |
| Asie                                                                  | Naw Ei Ei Min             |
| Fédération de Russie, Europe de l’Est, Asie Centrale et Transcaucasie | Valentina Sovkina         |
| Pacifique                                                             | Hannah McGlade (en)       |
| Membre supplémentaire                                                 | Hanieh Moghani (Asie)     |

| État       | Représentant                      |
| ---------- | --------------------------------- |
| Burundi    | Vital Bambanze                    |
| Danemark   | Tove Søvndahl Gant                |
| Iran       | Ali Hajilari                      |
| États-Unis | Keith M. Harper                   |
| Chine      | Li Nan                            |
| Ukraine    | Suleiman Mamutov                  |
| Namibie    | Bornface Museke Mate              |
| Chili      | Rodrigo Eduardo Paillalef Monnard |

## Fonctionnement
Les décisions sont prises conformément au principe de consensus, et non de majorité des votes. Un représentant des États a ainsi, en pratique, la possibilité d'exercer un droit de veto.